# Pottia acaulis
Pottia acaulis là một loài Rêu trong họ Pottiaceae. Loài này được (Flörke ex F. Weber & D. Mohr) Fürnr. ex Hampe miêu tả khoa học đầu tiên năm 1837.